# Football Club Lugano 2012-2013
Questa voce raccoglie le informazioni riguardanti il Football Club Lugano nelle competizioni ufficiali della stagione 2012-2013.

## Stagione
Nella stagione 2012-2013 il Lugano, allenato da Davide Morandi e Raimondo Ponte, concluse il campionato di Challenge League al 7º posto. In Coppa Svizzera il Lugano fu eliminato al secondo turno dal Thun.

## Rosa
| N. |                                 | Ruolo | Calciatore           |
| -- | ------------------------------- | ----- | -------------------- |
| 1  | Svizzera (bandiera)             | P     | Alessio Bellante     |
| 1  | Svizzera (bandiera)             | P     | Michael Casanova     |
| 2  | Kosovo (bandiera)               | D     | Denis Markaj         |
| 3  | Bosnia ed Erzegovina (bandiera) | D     | Mladen Skoric        |
| 4  | Svizzera (bandiera)             | D     | Daniele Russo        |
| 4  | Italia (bandiera)               | C     | Luca Baldo           |
| 4  | Svizzera (bandiera)             | C     | David Forzano        |
| 5  | Svizzera (bandiera)             | D     | Kiliann Witschi      |
| 6  | Italia (bandiera)               | D     | Orlando Urbano       |
| 7  | Portogallo (bandiera)           | C     | Carlos da Silva      |
| 7  | Svizzera (bandiera)             | C     | Gëzim Shalaj         |
| 8  | Croazia (bandiera)              | D     | Marko Bašić          |
| 9  | Italia (bandiera)               | C     | Massimo Bonanni      |
| 9  | Argentina (bandiera)            | A     | Juan Eduardo Lescano |
| 10 | Svizzera (bandiera)             | C     | Mattia Bottani       |
| 10 | Albania (bandiera)              | A     | Armando Sadiku       |

| N. |                      | Ruolo | Calciatore         |
| -- | -------------------- | ----- | ------------------ |
| 11 | Senegal (bandiera)   | A     | Bebeto             |
| 12 | Brasile (bandiera)   | C     | Diego Lorenzi      |
| 13 | Svizzera (bandiera)  | D     | Adriano De Pierro  |
| 14 | Uruguay (bandiera)   | C     | Jonathan Sabbatini |
| 15 | Guatemala (bandiera) | D     | Stefano Cincotta   |
| 16 | Svizzera (bandiera)  | C     | Silvan Aegerter    |
| 18 | Svizzera (bandiera)  | P     | Pajtim Badalli     |
| 19 | Svizzera (bandiera)  | C     | Antoine Rey        |
| 20 | Svizzera (bandiera)  | C     | Erwin Blattner     |
| 22 | Svizzera (bandiera)  | D     | Daniel Maffi       |
| 23 | Svizzera (bandiera)  | C     | Michele Forestieri |
| 23 | Svizzera (bandiera)  | C     | Stéphane Garcia    |
| 23 | Svizzera (bandiera)  | A     | Gianluca Santillo  |
| 28 | Svizzera (bandiera)  | C     | Luca Quadri        |
| 30 | Italia (bandiera)    | P     | Francesco Russo    |

## Organigramma societario
Area tecnica
- Allenatore: Raimondo Ponte
- Allenatore in seconda: Michele Ritter
- Preparatore dei portieri: Luigi Jori
- Preparatori atletici:

## Calciomercato

### Sessione estiva
| Acquisti | Acquisti             | Acquisti          | Acquisti |
| R.       | Nome                 | da                | Modalità |
| -------- | -------------------- | ----------------- | -------- |
| A        | Juan Eduardo Lescano | Shabab Al-Ahli    |          |
| A        | Armando Sadiku       | Locarno           |          |
| C        | Silvan Aegerter      | Zurigo            |          |
| A        | Bebeto               | Kaposvár          |          |
| C        | Charyl Chappuis      | Locarno           |          |
| D        | Stefano Cincotta     | Kickers Offenbach |          |
| C        | Aaron Dankwah        | Kaposvár          |          |
| D        | Adriano De Pierro    | Stade Nyonnais    |          |
| C        | David Forzano        | Mendrisio         |          |
| C        | Stéphane Garcia      | Étoile Carouge    |          |
| D        | Marco Kehl-Gómez     | Grasshoppers      |          |
| D        | Paulinho             | Grasshoppers      |          |
| C        | Gëzim Shalaj         | Lucerna           |          |
| D        | Orlando Urbano       | Como              |          |

| Cessioni | Cessioni         | Cessioni                    | Cessioni |
| R.       | Nome             | a                           | Modalità |
| -------- | ---------------- | --------------------------- | -------- |
| C        | Massimo Bonanni  | Template:Calcio Grosseto FC |          |
| A        | Dante Senger     | Aarau                       |          |
| A        | Guilherme Afonso | Vaduz                       |          |
| C        | Simone Grippo    | Servette                    |          |
| D        | Dennis Iapichino | Template:Calcio CF Montréal |          |
| A        | Luís Pimenta     | Chiasso                     |          |
| C        | Michele Maggetti | Chiasso                     |          |
| D        | Pascal Thrier    | Wohlen                      |          |

### Sessione invernale
| Acquisti | Acquisti        | Acquisti                    | Acquisti |
| R.       | Nome            | da                          | Modalità |
| -------- | --------------- | --------------------------- | -------- |
| C        | Massimo Bonanni | Template:Calcio Grosseto FC |          |
| D        | Denis Markaj    | Bellinzona                  |          |
| D        | Daniele Russo   | Bellinzona                  |          |

| Cessioni | Cessioni         | Cessioni                             | Cessioni |
| R.       | Nome             | a                                    | Modalità |
| -------- | ---------------- | ------------------------------------ | -------- |
| C        | Aaron Dankwah    | Kaposvár                             |          |
| C        | Charyl Chappuis  | Buriram Utd                          |          |
| A        | Ivan Dragićević  | Template:Calcio Radnički Nova Pazova |          |
| D        | Marco Kehl-Gómez | Grasshoppers                         |          |

## Risultati

### Challenge League

#### Prima fase, girone di andata
| Arbitro: | Erlachner |

|                                   |           |              |
| Shalaj 20’ Witschi 61’ Bebeto 87’ | Marcatori | 45’ Mouangue |

| Arbitro: | Hänni |

|                                      |           |                     |
| Perrier 63’ Sulmoni 81’ Siegrist 83’ | Marcatori | 88’ (aut.) Siegrist |

| Arbitro: | Pache |

|                                             |           |  |
| Sadiku 12’, 59’ Silva 36’ (rig.) Shalaj 77’ | Marcatori |  |

| Lugano 4 agosto 2012, ore 19:45 CEST 4ª giornata | Lugano   | 0 – 0 referto | Locarno | Stadio di Cornaredo (3 070 spett.)\| Arbitro: \| Klossner \| |
| Arbitro:                                         | Klossner |               |         |                                                              |

| Arbitro: | Jancevski |

|                                  |           |          |
| Shalaj 41’ De Pierro 56’ Rey 70’ | Marcatori | 61’ Sara |

| Arbitro: | Bieri |

|                                        |           |          |
| Sadiku 12’, 19’ Shalaj 25’ Bottani 73’ | Marcatori | 56’ Ianu |

| Arbitro: | Graf |

|                                   |           |            |
| Callà 46’ Senger 60’ Foschini 71’ | Marcatori | 25’ Sadiku |

| Arbitro: | San |

|                                              |           |           |
| Freuler 8’ Kuzmanovic 37’ (rig.) Lüscher 65’ | Marcatori | 23’ Bašić |

| Lugano 22 settembre 2012, ore 17:45 CEST 9ª giornata | Lugano    | 0 – 0 referto | Chiasso | Stadio di Cornaredo (3 111 spett.)\| Arbitro: \| Jaccottet \| |
| Arbitro:                                             | Jaccottet |               |         |                                                               |

#### Prima fase, girone di ritorno
| Arbitro: | Fähndrich |

|          |           |            |
| Coly 83’ | Marcatori | 15’ Sadiku |

| Arbitro: | Hänni |

|                               |           |                                           |
| Sadiku 25’, 41’ De Pierro 86’ | Marcatori | 32’ Romano 64’ Sheholli 80’ (aut.) Sadiku |

| Arbitro: | Amhof |

|  |           |                |
|  | Marcatori | 18’ Ciarrocchi |

| Arbitro: | Hänni |

|             |           |            |
| Bijelić 83’ | Marcatori | 32’ Sadiku |

| Arbitro: | Schärer |

|            |           |                                     |
| Sadiku 23’ | Marcatori | 38’ (rig.) Kuzmanovic 42’ Exouzidīs |

| Arbitro: | Wermelinger |

|           |           |  |
| Baron 74’ | Marcatori |  |

| Arbitro: | Jancevski |

|           |           |           |
| Bozic 85’ | Marcatori | 64’ Bašić |

| Arbitro: | Pache |

|  |           |                                    |
|  | Marcatori | 32’ (rig.) Sadiku 76’, 90’ Bottani |

| Arbitro: | Bieri |

|                  |           |         |
| Pimenta 44’, 70’ | Marcatori | 56’ Rey |

#### Seconda fase, girone di andata
| Arbitro: | Schärer |

|  |           |                           |
|  | Marcatori | 34’ Russo 42’, 86’ Sadiku |

| Arbitro: | Hänni |

|  |           |                      |
|  | Marcatori | 6’ Lüscher 55’ Callà |

| Arbitro: | San |

|                                |           |             |
| Kuzmanovic 24’ (rig.) Iten 62’ | Marcatori | 47’ Bottani |

| Arbitro: | Superczynski |

|  |           |            |
|  | Marcatori | 16’ Sadiku |

| Arbitro: | Schnyder |

|                        |           |  |
| Aegerter 11’ Silva 84’ | Marcatori |  |

| Arbitro: | Fähndrich |

|                                |           |                            |
| Rey 28’ Urbano 42’ Bonanni 45’ | Marcatori | 10’, 36’ Abegglen 90’ Erne |

| Arbitro: | Superczynski |

|                |           |            |
| Holenstein 55’ | Marcatori | 39’ Markaj |

| Bellinzona 8 aprile 2013, ore 19:45 CEST 26ª giornata | Bellinzona | 0 – 0 referto | Lugano | Stadio comunale (2 200 spett.)\| Arbitro: \| Erlachner \| |
| Arbitro:                                              | Erlachner  |               |        |                                                           |

| Arbitro: | Hänni |

|                      |           |  |
| Silva 65’ Sadiku 87’ | Marcatori |  |

#### Seconda fase, girone di ritorno
| Arbitro: | Jancevski |

|                                   |           |                               |
| Senger 33’ Schultz 56’ Ioniță 74’ | Marcatori | 25’ (rig.), 59’ (rig.) Sadiku |

| Arbitro: | Amhof |

|                      |           |                                       |
| Sadiku 31’ Bašić 39’ | Marcatori | 26’ Holenstein 90’ Cerrone 90’ Audino |

| Arbitro: | Jassim |

|            |           |              |
| Bebeto 22’ | Marcatori | 5’ Bilinovac |

| Arbitro: | Schärer |

|  |           |                |
|  | Marcatori | 20’, 44’ Bašić |

| Arbitro: | Fähndrich |

|  |           |               |
|  | Marcatori | 56’ Sabbatini |

| Arbitro: | Schnyder |

|  |           |                        |
|  | Marcatori | 10’ Pacar 87’ Bengondo |

| Arbitro: | San |

|               |           |                     |
| Sabbatini 16’ | Marcatori | 5’ Manière 63’ Ukoh |

| Arbitro: | Gut |

|                   |           |           |
| Markaj 25’ (aut.) | Marcatori | 73’ Silva |

| Arbitro: | Erlachner |

|                                      |           |                                       |
| Sadiku 6’, 79’ Lorenzi 42’ Silva 88’ | Marcatori | 68’ Rodríguez 82’ Pak 90’ (rig.) Ruiz |

### Coppa Svizzera
| 15 settembre 2012, ore 14:00 CEST Primo turno | Olten | 0 – 4 | Lugano |  |

| 10 novembre 2012, ore 17:45 CET Secondo turno | Lugano | 0 – 2 | Thun |  |

## Statistiche

### Statistiche di squadra
| Competizione     | Punti | In casa | In casa | In casa | In casa | In casa | In casa | In trasferta | In trasferta | In trasferta | In trasferta | In trasferta | In trasferta | Totale | Totale | Totale | Totale | Totale | Totale | DR |
| Competizione     | Punti | G       | V       | N       | P       | Gf      | Gs      | G            | V            | N            | P            | Gf           | Gs           | G      | V      | N      | P      | Gf     | Gs     | DR |
| ---------------- | ----- | ------- | ------- | ------- | ------- | ------- | ------- | ------------ | ------------ | ------------ | ------------ | ------------ | ------------ | ------ | ------ | ------ | ------ | ------ | ------ | -- |
| Challenge League | 44    | 18      | 7       | 5       | 6       | 33      | 25      | 18           | 4            | 6            | 8            | 19           | 25           | 36     | 11     | 11     | 14     | 52     | 50     | +2 |
| Coppa Svizzera   | -     | 1       | 0       | 0       | 1       | 0       | 2       | 1            | 1            | 0            | 0            | 4            | 0            | 2      | 1      | 0      | 1      | 4      | 2      | +2 |
| Totale           | 44    | 19      | 7       | 5       | 7       | 33      | 27      | 19           | 5            | 6            | 8            | 23           | 25           | 38     | 12     | 11     | 15     | 56     | 52     | +4 |

### Andamento in campionato
| Giornata  | 1 | 2 | 3 | 4 | 5 | 6 | 7 | 8 | 9 | 10 | 11 | 12 | 13 | 14 | 15 | 16 | 17 | 18 | 19 | 20 | 21 | 22 | 23 | 24 | 25 | 26 | 27 | 28 | 29 | 30 | 31 | 32 | 33 | 34 | 35 | 36 |
| --------- | - | - | - | - | - | - | - | - | - | -- | -- | -- | -- | -- | -- | -- | -- | -- | -- | -- | -- | -- | -- | -- | -- | -- | -- | -- | -- | -- | -- | -- | -- | -- | -- | -- |
| Luogo     | C | T | C | C | C | C | T | T | C | T  | C  | C  | T  | C  | T  | T  | T  | T  | T  | C  | T  | T  | C  | C  | T  | T  | C  | T  | C  | C  | T  | T  | C  | C  | T  | C  |
| Risultato | V | P | V | N | V | V | P | P | N | N  | N  | P  | N  | P  | P  | N  | V  | P  | P  | P  | P  | V  | V  | N  | N  | N  | V  | P  | P  | N  | V  | V  | P  | P  | N  | V  |
| Posizione | 2 | 4 | 2 | 2 | 2 | 1 | 2 | 3 | 4 | 3  | 4  | 6  | 4  | 6  | 7  | 7  | 7  | 7  | 7  | 8  | 8  | 8  | 8  | 8  | 7  | 6  | 6  | 6  | 8  | 7  | 6  | 6  | 6  | 7  | 7  | 7  |

Legenda:

Luogo: C = Casa; T = Trasferta. Risultato: V = Vittoria; N = Pareggio; P = Sconfitta.

### Statistiche dei giocatori
| S. Aegerter   | 22 | 1  | 2 | 0 |
| P. Badalli    | 0  | 0  | 0 | 0 |
| L. Baldo      | 0  | 0  | 0 | 0 |
| M. Bašić      | 30 | 5  | 3 | 1 |
| B. Bebeto     | 23 | 2  | 3 | 0 |
| A. Bellante   | 0  | 0  | 0 | 0 |
| E. Blattner   | 1  | 0  | 0 | 0 |
| M. Bonanni    | 15 | 1  | 4 | 0 |
| M. Bottani    | 21 | 4  | 4 | 1 |
| M. Casanova   | 2  | 0  | 1 | 0 |
| C. Chappuis   | 16 | 0  | 2 | 0 |
| S. Cincotta   | 14 | 0  | 2 | 0 |
| A. De Pierro  | 29 | 2  | 6 | 0 |
| M. Forestieri | 0  | 0  | 0 | 0 |
| D. Forzano    | 14 | 0  | 3 | 0 |
| S. Garcia     | 7  | 0  | 0 | 0 |
| M. Kehl-Gómez | 8  | 0  | 2 | 0 |
| J. Lescano    | 0  | 0  | 0 | 0 |
| D. Lorenzi    | 6  | 1  | 0 | 0 |
| D. Maffi      | 16 | 0  | 1 | 0 |
| D. Markaj     | 18 | 1  | 2 | 0 |
| P. Paulinho   | 13 | 0  | 1 | 0 |
| L. Quadri     | 0  | 0  | 0 | 0 |
| A. Rey        | 34 | 3  | 5 | 0 |
| D. Russo      | 16 | 1  | 1 | 1 |
| F. Russo      | 34 | 0  | 0 | 0 |
| J. Sabbatini  | 24 | 2  | 5 | 0 |
| A. Sadiku     | 32 | 20 | 8 | 0 |
| G. Santillo   | 1  | 0  | 0 | 0 |
| G. Shalaj     | 20 | 4  | 1 | 1 |
| C. Silva      | 34 | 5  | 7 | 0 |
| M. Skoric     | 1  | 0  | 0 | 0 |
| O. Urbano     | 24 | 1  | 6 | 0 |
| K. Witschi    | 19 | 1  | 6 | 1 |